# 长江东路

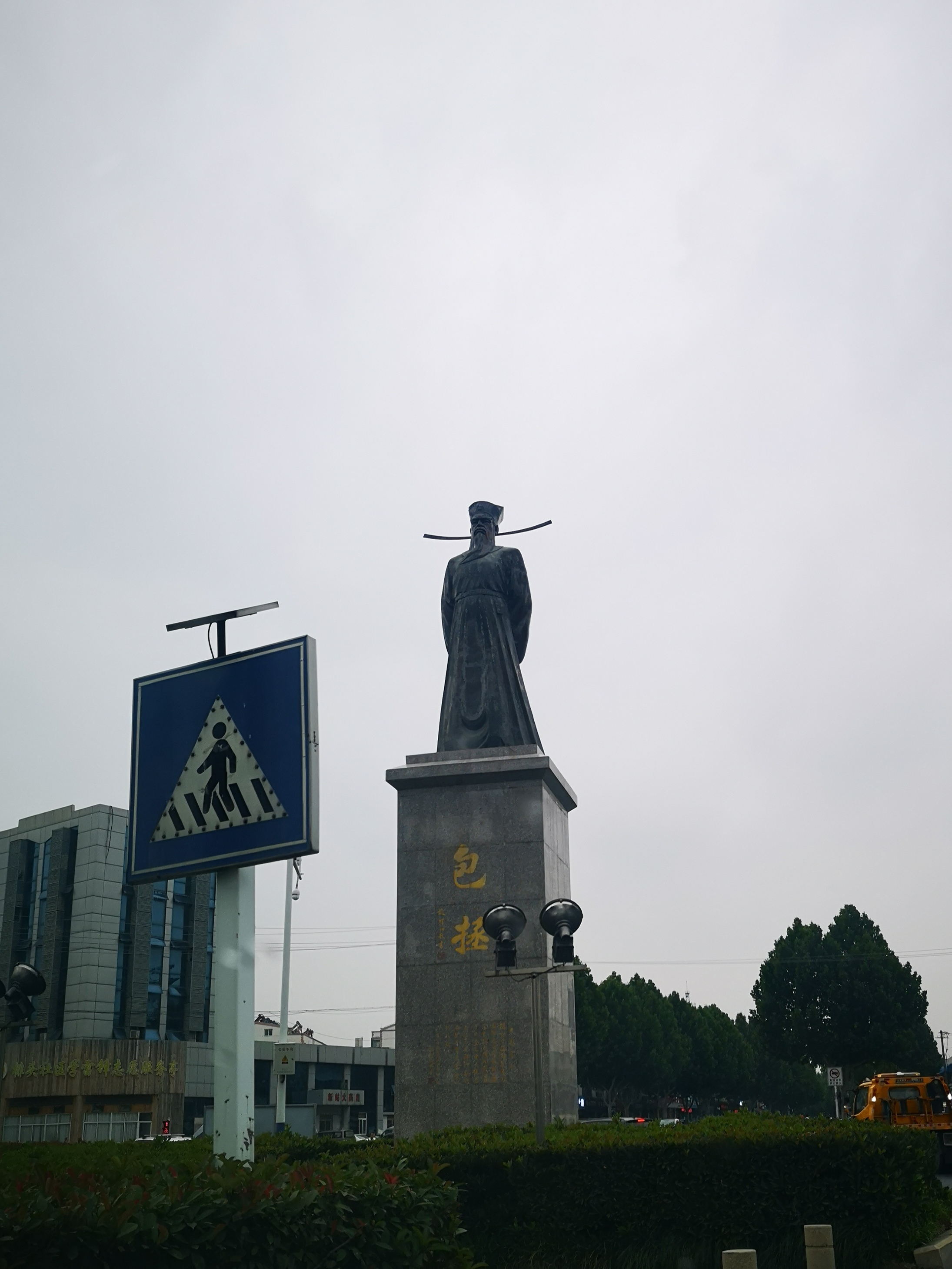
位于肥东县境内长江东路东端终点处的包拯塑像

长江东路，为中国安徽省合肥市的一条东西方向干道，西起胜利路，东至龙泉路，长17.7公里，西与淮河路相接，东至龙泉路接 团结大道，曾称大庆路、蚌埠路，是合肥市东部最重要的干线道路之一，经过郎溪路、当涂路、铜陵路、东一环路等多条重要南北干道。沿路重要的建筑有古井假日酒店、交通大厦、合肥市第五中学、花冲公园、合肥行知学校等。

## 轨道交通
- █ 2号线：大东门⇄三里街⇄东五里井⇄东七里⇄漕冲⇄东二十埠⇄龙岗⇄王岗⇄三十埠